# Cosmopterosis
Cosmopterosis là một chi bướm đêm thuộc họ Crambidae.